# Megaselia meracula
Megaselia meracula är en tvåvingeart som först beskrevs av Charles Thomas Brues 1911.  Megaselia meracula ingår i släktet Megaselia och familjen puckelflugor.
Artens utbredningsområde är Taiwan. Inga underarter finns listade i Catalogue of Life.